# Lijst van kerken in Koggenland
Deze (incomplete) lijst bevat een overzicht van de kerkgebouwen in de Nederlandse gemeente Koggenland, Noord-Holland.
| Kerk                                       | Adres                | Plaats     | Originele functie     | Huidige functie | Bijzonderheden | Foto |
| ------------------------------------------ | -------------------- | ---------- | --------------------- | --- | --- | ---- |
| Hervormde kerk                             | West 19              | Avenhorn   | Hervormde kerk        | Een zondag per maand doet het gebouw dienst als kerk, tevens buurtgebouw | Toren en kerk zijn aparte rijksmonumenten                                                                                               |      |
| Hervormde kerk                             | Kerkebuurt 172       | Berkhout   | Hervormde kerk        | Ongewijzigd | Op de begraafplaats is ook een baarhuisje dat eveneens rijksmonument is. Kerk is gebouwd op T-vormig grondplan.                         |      |
| Onze Lieve Vrouw van de Heilige Rozenkrans | De Goorn 69          | De Goorn   | Rooms-katholieke kerk | Onveranderd | Ontworpen door vader Joseph Cuypers en zoon Pierre Cuypers jr.                                                                          |      |
| Hervormde kerk                             | Kerkweg 2            | Hensbroek  | Hervormde kerk        | Ongewijzigd | Gebouwd in gotische stijl in 1657-58 |      |
| Sint-Victorkerk                            | Dorpsstraat 149/151  | Obdam      | Rooms-katholieke kerk | Ongewijzigd | Ontworpen door Adrianus Bleijs en provinciaal monument                                                                                  |      |
| Hervormde kerk                             | Dorpsstraat 38       | Obdam      | Hervormde kerk        | Cultureel centrum | Orgel is nog aanwezig |      |
| Hervormde Kerk                             | Kerkepad 4           | Ursem      | Nederlands Hervormd   | Ongewijzigd | Waterstaatskerk naar ontwerp van E. de Kruyff                                                                                           |      |
| Sint-Bavokerk                              | Noorddijkerweg 1     | Ursem      | Rooms-katholieke kerk | Ongewijzigd | Naar ontwerp van Alexander Kropholler, provinciaal monument                                                                             |      |
| Hervormde kerk                             | Scharwoude 8         | Scharwoude | Hervormde kerk        | Onveranderd | De kerk is benoemd tot rijksmonument vanwege het doophek. De toren is een apart rijksmonument                                           |      |
| Sint Georgiuskerk (Spierdijk)              | Dokter Bloemstraat 1 | Spierdijk  | Rooms-katholieke kerk | Het gedeelte van de kerk wat is gebouwd als waterstaatskerk in 1850, is in 2017 verbouwd tot gezondheidscentrum “de kerk” Het monumentale Ypma orgel is verplaatst en heeft een prominente plek gekregen in het kerk gedeelte wat is ontworpen door Bleijs. | Ontworpen als Waterstaatskerk door Wolterus van der Horst, uitgebreid door Adrianus Bleijs                                              |      |
| Onze Lieve Vrouwe van Lourdeskerk          | Zuidermeerweg 56     | Zuidermeer | Rooms-katholieke kerk | Dorpshuis | De kerk is verbouwd tot dorpshuis en gymzaal, de voormalige pastorie is als Lourdeskapel (ruimte voor ±50 personen) in gebruik genomen. |      |